# Šimon z Tarenta
Šimon z Tarenta (italsky Simone di Taranto) byl knížetem z Tarenta a levobočkem sicilského krále Rogera. Roku 1148 od otce získal titul tarentského knížete, který původně držel princ Vilém. Ten roku 1154 po smrti krále Rogera usedl na sicilský trůn, knížectví Šimonovi odebral a předal jej svému synovi.
Šimon se společně se svým synovcem Tankredem podílel na povstání v Palermu. 9. března 1161 zaútočili na královský palác a uvěznili krále Viléma I., jeho ženu Markétu, jejich dva syny a vyzvali k masakru muslimů. Původně se měl stát nástupcem krále Viléma jeho starší syn Roger. Lid podporoval nástupnictví samotného Šimona. Povstání však bylo potlačeno, rebelové byli nuceni propustit zajatce a vrátit se na své hrady. Všem byla udělena milost za podmínky, že odejdou do exilu. Většina vzbouřenců, včetně Tankreda a Šimona tuto podmínku přijala.
| Předchůdce: Vilém I. | Znak z doby nástupu | Kníže z Tarentu Šimon 1148–1154 | Znak z doby konce vlády | Nástupce: Vilém II. |